# Ulica Ofiar Dąbia w Krakowie
Ulica Ofiar Dąbia – ulica w Krakowie na terenie dzielnicy II Grzegórzki. Jej całkowita długość wynosi około 950 metrów. Ulica przebiega nad Stopniem Wodnym Dąbie na Wiśle.

## Historia
Ulicę wytyczono i nadano jej nazwę w 1977 roku. Nazwa ta jest upamiętnieniem egzekucji mieszkańców Dąbia dokonanej przez hitlerowców 15 stycznia 1945 roku.

## Przebieg
Swój bieg rozpoczyna jako przedłużenie ulicy Stoczniowców. Kończy się jako wjazd na Aleję Pokoju.
Na początku ulicy znajduje się wjazd na Stopień Wodny Dąbie, przez który ulica przebiega. Po zjeździe ze stopnia wodnego z prawej strony znajduje się Park Dąbie oraz Smoczy Skwer.

### Komunikacja Miejska
Na ulicy w rejonie skrzyżowania z aleją Pokoju znajduje się przystanek autobusowy komunikacji miejskiej Ofiar Dąbia., gdzie zatrzymuje się autobus linii 128.